# Крини (Кипър)
Вижте пояснителната страница за други значения на Крини.
Кринѝ или Пънарбашъ (на гръцки: Κρηνί; на турски: Pınarbaşı) е село в Кипър, окръг Кирения. Според статистическата служба на Северен Кипър през 2011 г. селото има 484 жители.
Де факто е под контрола на непризнатата Севернокипърска турска република.